# Discografia de Jessica Simpson
A discografia de Jessica Simpson, cantora e atriz americana, inclui cinco álbuns de estúdio, duas compilações, 16 singles, duas certifcações ouro e três multi-platina, sete hits no Top 40 da Billboard Hot 100, cerca de 20 milhões de álbuns vendidos e sucessos como "I Wanna Love You Forever","Irresistible", "With You" e "A Public Affair".

## Álbuns
| Ano                                                       | Álbum | Paradas | Paradas | Paradas | Paradas | Paradas | Paradas | Paradas | Paradas | Vendas                      | Certificações                                              |
| Ano                                                       | Álbum | EUA     | AUT     | CAN     | ALE     | UK      | JPN     | AUS     | SUI     | Vendas                      | Certificações                                              |
| --------------------------------------------------------- | --- | ------- | ------- | ------- | ------- | ------- | ------- | ------- | ------- | --------------------------- | ---------------------------------------------------------- |
| 1999                                                      | Sweet Kisses - Lançamento: 23 de Novembro de 1999 - Gravadora: Columbia - Formatos: CD, download digital            | 25      | 43      | 34      | 44      | 36      | 16      | 52      | 5       | - : 4.000.000 - : 2.000.000 | - RIAA: 2× Platina - MC: Platina - RIAJ: Ouro              |
| 2001                                                      | Irresistible - Lançamento: 5 de Junho de 2001 - Gravadora: Columbia - Formatos: CD, download digital                | 6       | 58      | 13      | 34      | 103     | 24      | 81      | 15      | - : 2.000.000 - : 800.000   | - RIAA: Ouro - MC: Ouro - RIAJ: Ouro                       |
| 2003                                                      | In This Skin - Lançamento: 19 de Agosto de 2003 - Gravadora: Columbia - Formatos: CD, download digital              | 2       | —       | 21      | —       | 36      | 89      | 13      | 78      | - : 7.000.000 - : 3.000.000 | - RIAA: 3× Platina - MC: Ouro - ARIA: Platina - RMNZ: Ouro |
| 2006                                                      | A Public Affair - Lançamento: 26 de Agosto de 2006 - Gravadora: Epic Records - Formatos: CD, download digital       | 5       | —       | 6       | —       | 65      | 63      | 33      | —       | - : 1.500.000 - : 500.000   | - RIAA: Ouro - MC: Ouro                                    |
| 2008                                                      | Do You Know - Lançamento: 9 de Setembro de 2008 - Gravadora: Epic/Columbia - Formatos: CD, download digital         | 4       | —       | 13      | —       | —       | —       | 95      | —       | - : 750.000 - : 300.000     |                                                            |
| 2010                                                      | Happy Christmas - Lançamento: 22 de Novembro de 2010 - Gravadora: Primary Wave/EMI - Formatos: CD, download digital | 123     | —       | —       | —       | —       | —       | —       | —       | - : 500.000 - : 110.000     |                                                            |
| "—" não chegou às paradas ou não foi lançado nessa região | |         |         |         |         |         |         |         |         |                             |                                                            |

## Coletâneas
| Ano  | Álbum                        | Certificação nos EUA |
| ---- | ---------------------------- | -------------------- |
| 2002 | This Is the Remix            | -                    |
| 2004 | Rejoyce: The Christmas Album | Ouro                 |

## Singles
| 1999                                                      | "I Wanna Love You Forever"         | 3  | 7   | 9  | 9  | 25 | 27 | —  | 7  | Sweet Kises     |
| 2000                                                      | "Where You Are" (com Nick Lachey)  | 62 | —   | —  | 27 | —  | —  | —  | —  | Sweet Kises     |
| 2000                                                      | "I Think I'm in Love with You"     | 21 | 15  | 10 | 2  | —  | 63 | 3  | 41 | Sweet Kises     |
| 2001                                                      | "Irresistible"                     | 15 | 11  | 21 | 16 | 50 | 33 | —  | 20 | Irresistible    |
| 2001                                                      | "A Little Bit"                     | —  | —   | 62 | —  | —  | —  | —  | —  | Irresistible    |
| 2003                                                      | "Sweetest Sin"                     | —  | —   | —  | —  | —  | —  | —  | —  | In The Skin     |
| 2003                                                      | "With You"                         | 14 | 7   | 4  | —  | —  | —  | —  | —  | In The Skin     |
| 2004                                                      | "Take My Breath Away"              | 20 | 159 | 15 | 10 | —  | —  | 59 | —  | In The Skin     |
| 2004                                                      | "Angels"                           | —  | —   | 27 | —  | —  | —  | —  | —  | In The Skin     |
| 2005                                                      | "These Boots Are Made for Walkin'" | 14 | 4   | 2  | 29 | 12 | 17 | —  | 16 | In The Skin     |
| 2006                                                      | "A Public Affair"                  | 14 | 20  | 17 | 8  | —  | 72 | 26 | —  | A Public Affair |
| 2006                                                      | "I Belong to Me"                   | —  | —   | —  | —  | —  | —  | —  | —  | A Public Affair |
| 2008                                                      | "Come on Over"                     | 65 | —   | —  | 60 | —  | —  | —  | —  | Do You Know     |
| 2008                                                      | "Remember That"                    | —  | —   | —  | 88 | —  | —  | —  | —  | Do You Know     |
| 2010                                                      | "My Only Wish"                     | —  | —   | —  | —  | —  | —  | —  | —  | Happy Christmas |
| "—" não chegou às paradas ou não foi lançado nessa região |                                    |    |     |    |    |    |    |    |    |                 |

### Promocionais
| Ano  | Single                                             | Posição nas paradas | Posição nas paradas | Posição nas paradas | Álbum                        |
| Ano  | Single                                             | EUA                 | EUA Pop             | EUA Contemporâneo   | Álbum                        |
| ---- | -------------------------------------------------- | ------------------- | ------------------- | ------------------- | ---------------------------- |
| 2001 | "I Never"                                          | 26                  | 36                  | 52                  | Irresistible                 |
| 2001 | "When You Told Me You Loved Me"                    | 22                  | 32                  | 42                  | Irresistible                 |
| 2002 | "Irresistible" (So So Def Remix) (com Lil Bow Wow) | 8                   | 2                   | 2                   | This Is the Remix            |
| 2004 | "Let It Snow, Let It Snow, Let It Snow"            | 10                  | 10                  | 20                  | Rejoyce: The Christmas Album |
| 2004 | "What Christmas Means to Me"                       | 14                  | 2                   | 8                   | Rejoyce: The Christmas Album |
| 2004 | "O Holy Night"D                                    | 3                   | 2                   | 5                   | Rejoyce: The Christmas Album |
| 2007 | "You Spin Me Round (Like a Record)"                | 1                   | 1                   | 2                   | A Public Affair              |
| 2009 | "Pray Out Loud"                                    | 88                  | 77                  | 151                 | Do You Know                  |

## Videoclipes
| Ano  | Música                             | Diretor              |
| ---- | ---------------------------------- | -------------------- |
| 1999 | "I Wanna Love You Forever"         | Bille Woodruff       |
| 2000 | "Where You Are"                    | Kevin Bray           |
| 2000 | "I Think I'm in Love with You"     | Nigel Dick           |
| 2001 | "Irresistible"                     | Simon Brand          |
| 2001 | "Irresistible (So So Def Remix)"   | Cameron Casey        |
| 2001 | "A Little Bit"                     | Hype Williams        |
| 2003 | "Sweetest Sin"                     | Dean Paraskevopoulos |
| 2004 | "With You"                         | Elliot Lester        |
| 2004 | "Take My Breath Away"              | Chris Applebaum      |
| 2004 | "Angels"                           | Matthew Rolston      |
| 2005 | "These Boots Are Made for Walkin'" | Brett Ratner         |
| 2006 | "A Public Affair"                  | Brett Ratner         |
| 2006 | "I Belong to Me"                   | Matthew Rolston      |
| 2008 | "Come on Over"                     | Liz Friedlander      |

## DVDs
| Ano  | DVD                                                | Lançamento        |
| ---- | -------------------------------------------------- | ----------------- |
| 2002 | "Jessica Simpson: Dream Chaser Tour"               | Janeiro 22, 2002  |
| 2004 | "The Nick & Jessica Variety Hour"                  | Agosto 17, 2004   |
| 2004 | "Jessica Simpson: Reality Tour Live"               | Novembro 23, 2004 |
| 2006 | "The Dukes Of Hazzard - Os Gatões, Uma Nova Balada | Dezembro 6, 2006  |
| 2007 | "Employee of the Month"                            | Janeiro 16, 2007  |
| 2008 | "Blonde Ambition"                                  | Janeiro 22, 2008  |

## Trilhas sonoras
| Ano  | Música                                                    | Album                                             |
| ---- | --------------------------------------------------------- | ------------------------------------------------- |
| 1999 | Did You Ever Love Somebody                                | Songs From Dawson's Creek                         |
| 2000 | Where You Are                                             | Here on Earth                                     |
| 2000 | Rockin' Around The Christmas Tree (feat. Rosie O'Donnell) | Another Rosie Christmas                           |
| 2001 | Talvez Es Amor                                            | Divas En Espanol                                  |
| 2002 | Part of Your World                                        | Disneymania                                       |
| 2005 | These Boots Are Made for Walkin'                          | The Dukes of Hazzard - Os Gatões, Uma Nova Balada |
| 2005 | A Whole New World Feat. Nick Lachey                       | Disneymania 3                                     |
| 2006 | Part of Your World                                        | The Little Mermaid Special Edition Soundtrack     |

## Tributos
- 2004: "The String Quartet Tribute To Jessica Simpson"

## Músicas não Lançadas
- I Surrender - Jessica Simpson, Adrienne Follese, Keith Follese
- The Way I've Changed - Jessica Simpson, Adrienne Follese, Keith Follese
- After You've Gone - Anders Sven Bagge, Arnthor Birgisson, Sandra Nordstrom, Pamela Eileen Sheyne
- I Love You - Antonio Romeo
- Everyone Lose Control - Louis John Biancaniello, Sam Watters, Greg Kurstin
- Make It Real - Nick Lachey, Sam Watters, Louis Biancaniello
- All Of My Life - Nick Lachey, Jessica Simpson, Gary Baker, Andrew Fromm
- Mr. Operator - Scott Storch
- Fantasize - Jessica Simpson, Guy Chambers
- King Of Love - Jessica Simpson, Guy Chambers
- Made To Order Miracle - Jessica Simpson, Robert Ellis Orrall, Robert D. Palmer
- Man Enough - Jessica Simpson, James Brett, Troy Verges
- Midsummer Sky - Jessica Simpson, Elizabeth Vidal, Guy Tevateua Roche
- Shine - Jessica Simpson, Robin Michelle Lewis, Edward Hill
- Show Me Home - Jessica Simpson, Wayne Kirkpatrick, Gordon Scott Kennedy